# Walter van Hauwe
Walter van Hauwe (Delft, 16 novembre 1948) est un flûtiste et professeur de musique néerlandais. 

## Biographie
Après ses études de musique à l'école de musique Stedelijke de Delft, où son père, Pierre van Hauwe est directeur, il étudie la flûte à bec avec Frans Brüggen au Conservatoire de La Haye, où il obtient son diplôme en tant que flûtiste musicien de scène, cum laude en décembre 1969. De 1971 à 2013, il est nommé professeur de flûte à bec au Conservatoire d'Amsterdam et enseigne également au Royal College of Music à Londres. À partir de 2006, il est également responsable du développement de l'éducation au Conservatoire d'Amsterdam. 

### Carrière

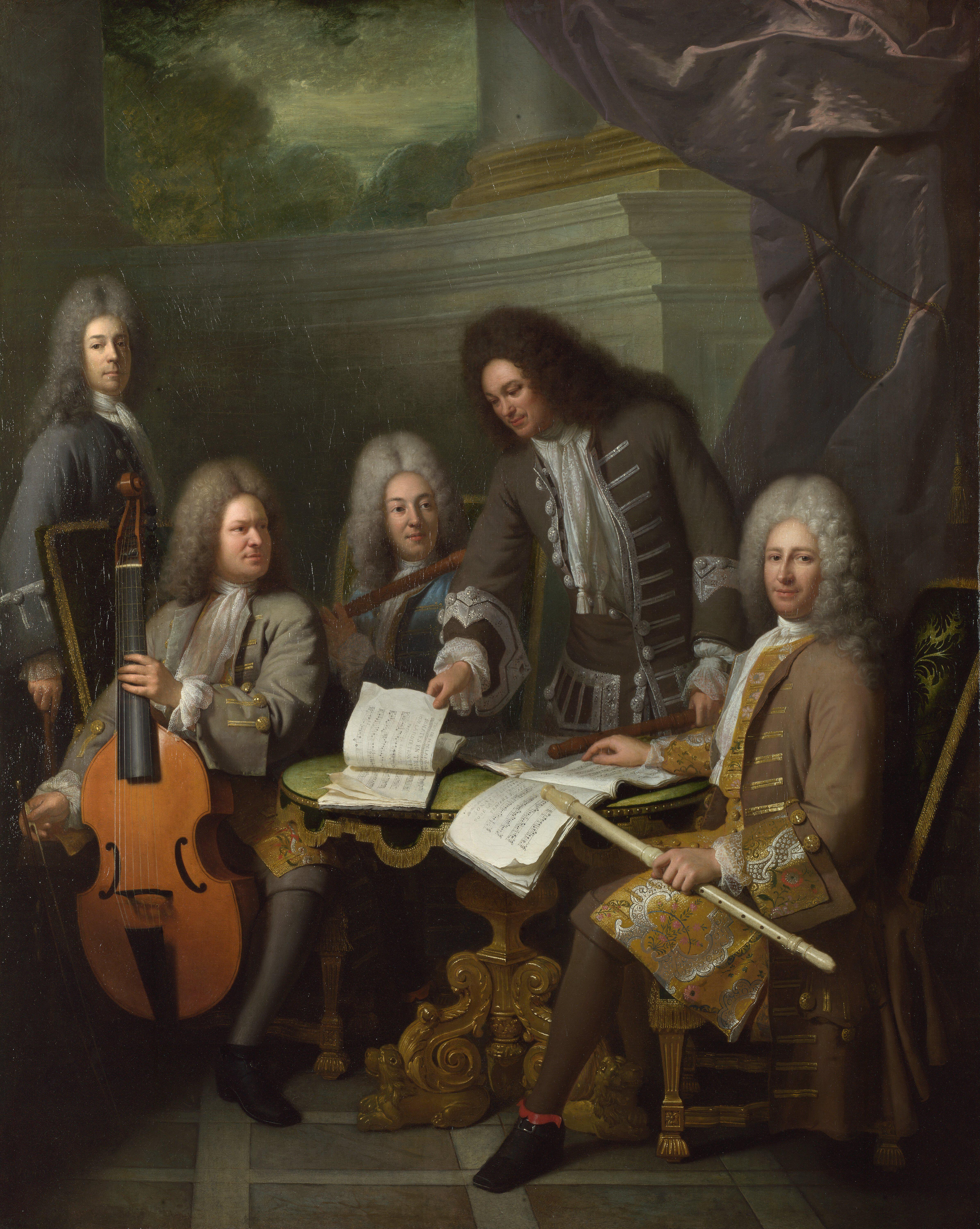
Réunion de musiciens, parmi lesquels : Jean-Baptiste-Antoine Forqueray, Michel de La Barre, Jacques Hotteterre.

Walter van Hauwe développe sa carrière de flûtiste à bec, non seulement en tant que soliste, mais également dans le temps d'enseignement au conservatoire. En collaboration avec ses collègues, le flûtiste Kees Boeke, le violonceliste baroque Wouter Möller et le claveciniste Bob van Asperen, il cofonde en 1968 le  Quadro Hotteterre qui pratique le répertoire de la musique ancienne pour deux flûtes à bec et basse continue. En 1971, avec Kees Boeke et Frans Brüggen, il joue dans l'ensemble de flûtes à bec, Sour Cream, jouant le répertoire tant contemporain que la littérature médiévale. À partir de 1979, il joue avec Kees Boeke et le luthiste Toyohiko Satoh, dans l'ensemble Little Consort. 
Son affinité pour la musique contemporaine se développant au cours de sa carrière, dans les dernières années, Hauwe inspire de nombreux compositeurs, notamment Franco Donatoni et Isang Yun, à composer spécialement pour la flûte à bec. En coopération avec la joueuse de marimba japonaise, Keiko Abe, et plus tard avec l'ensemble de jazz moderne, le Maarten Altena Ensemble, Walter van Hauwe apprend et développe son intérêt pour l'improvisation.
En 2012, Van Hauwe travaille au projet de théâtre musical dans Flow my Tears, en collaboration avec l'ensemble De Veenfabriek et les acteurs Jeroen Willems et Marleen Scholten, sur un texte d'Annelies Verbeke.

### Pédagogue et musicologue
À partir de 1971, dès qu'il est nommé en tant que professeur au Conservatoire d'Amsterdam, Van Hauwe travaille sur le développement d'une méthode d'enseignement pour la flûte à bec avec les étudiants professionnels. Cette méthode confère au Conservatoire d’Amsterdam un intérêt international, de sorte qu’au cours des dernières décennies, il bénéficie d’une importante classe internationale de flûtes à bec. Van Hauwe expose de nouvelles idées en nombre et des conclusions tirées de sa très vaste pratique de l'interprétation, dans une publication en trois volumes publiée par Schott Music à Londres en 1984, sous le titre The modern recorder player (« Technique moderne de la flûte à bec »), qui est aujourd'hui traduit en différentes langues, notamment en français. Depuis 1989, Van Hauwe travaille sur un catalogue des musiques pour flûte à bec du XXe siècle. En 2002, le catalogue du répertoire historique de la flûte à bec a été ajouté (Catalogue of Contemporary Blockflute Music, CCBM), ce qui rend accessible un total de cinq siècles de répertoire pour la flûte à bec (2 100 compositeurs et 6 000 titres). Depuis 2006, Walter van Hauwe est responsable du développement de l'éducation du Conservatoire d'Amsterdam.
Walter van Hauwe, au niveau international, donne régulièrement des classes de maître d'interprétation et de pratique dans le domaine de la musique ancienne, classique, romantique et contemporaine. Il travaille en collaboration avec l'altiste Nobuko Imai et le chef d'orchestre Seiji Ozawa, notamment au festival Saito Kinen de Matsumoto, au Japon où Van Hauwe a été responsable, pendant plusieurs années, de la programmation, de l'exécution et de l'enregistrement, entre autres, d'œuvres de cycles Bach, des Saisons de Vivaldi et d'œuvres de Rameau.
Parmi ses élèves figure Pierre Hamon.

## Prix
En 1971 Walter van Hauwe reçoit le  Vriendenkrans du  Concertgebouw. En 2002, il reçoit le prestigieux Prix de musique du fonds  Prins Bernhard pour l'ensemble de son œuvre.

## Écrits et articles
- Technique moderne de la flûte a bec, traduction Pierre Boragno, coll. « Psychologie et pédagogie de la musique », EAP, 1987-1990 (OCLC 644471942)
- « Recorder vs Blockflute », Windkanal, no. 2, 1997 p. 6–7.
- « Plädoyer für eine Akzentverschiebung im Blockflötenunterricht », Tibia 15 (2), 1990, p. 128–131 [lire en ligne][PDF].
- « The Recorder in Crisis? A View from the Dutch Conservatory », Recorder Edution Journal 2, 1995, p. 75–77.

## Discographie
Walter van Hauwe a gravé de nombreux disques, dans lesquels il apparaît en tant que soliste ou en ensemble. Sa discographie est publiée sur les labels discographiques Telefunken, Das Alte Werk/Teldec, Vanguard, Denon, RCA, CBS, Arcana, Attaca et Channel Classics/Moeck Verlag.
En tant que producteur, Hauwe a remporté pour le label Channel Classic, un certain nombre de prix par la critique internationale.
- Bach, Sonates en trio BWV 527, 997, 1027, 1028, 1029 - Walter van Hauwe, flûte à bec ; Tripla Concordia : Lorenzo Cavasanti, flûte à bec II ; Sergio Ciomei, clavecin et orcgue ; Caroline Boersma, violoncelle ; Manuel Staropoli, flûte à bec basse (8-10 juillet 2015, SACD Arcana) — arrangements de Sergio Ciomei, Kees Boeke, Sour Cream et Toyohiko Satoh